# Tring Rural
Tring Rural es una parroquia civil del distrito de Dacorum, en el condado de Hertfordshire (Inglaterra).

## Geografía
Según la Oficina Nacional de Estadística británica, Tring Rural tiene una superficie de 17,72 km².

## Demografía
Según el censo de 2001, Tring Rural tenía 1292 habitantes (50,31% varones, 49,69% mujeres) y una densidad de población de 72,91 hab/km². El 23,07% eran menores de 16 años, el 72,29% tenían entre 16 y 74, y el 4,64% eran mayores de 74. La media de edad era de 37,39 años. Del total de habitantes con 16 o más años, el 21,23% estaban solteros, el 66,2% casados, y el 12,58% divorciados o viudos.
El 95,59% de los habitantes eran originarios del Reino Unido. El resto de países europeos englobaban al 1,63% de la población, mientras que el 2,79% había nacido en cualquier otro lugar. Según su grupo étnico, el 99,23% eran blancos, el 0,54% mestizos, y el 0,23% asiáticos. El cristianismo era profesado por el 75,1%, el judaísmo por el 0,78%, el islam por el 0,39%, y el sijismo por el 0,23%. El 17,07% no eran religiosos y el 6,44% no marcaron ninguna opción en el censo.
Había 520 hogares con residentes, 5 vacíos, y 5 eran alojamientos vacacionales o segundas residencias.